# Вишни Скалњик
Вишни Скалњик (слч. Vyšný Skálnik) насељено је мјесто са административним статусом сеоске општине (слч. obec) у округу Римавска Собота, у Банскобистричком крају, Словачка Република.

## Становништво
| Година:    | 1994. | 2004.   | 2014.   | 2024.   |
| ---------- | ----- | ------- | ------- | ------- |
| Број људи: | 149   | 152     | 147     | 145     |
| Разлика:   |       | +2,01 % | -3,28 % | -1,36 % |

| Година:    | 2023. | 2024.   |
| ---------- | ----- | ------- |
| Број људи: | 144   | 145     |
| Разлика:   |       | +0,69 % |

Према подацима о броју становника из 2011. године насеље је имало 153 становника.